# Giovanni d'Anagni
Giovanni d'Anagni, latinizzato come Iohannes de Anania (Anagni, fine del XIV secolo – Bologna, 17 gennaio 1457), è stato un giurista, presbitero e canonista italiano del XV secolo.
Non va confuso con l'omonimo cardinale e diplomatico del XIII secolo.

## Biografia
Nacque intorno alla fine del XIV secolo ad Anagni da Leonardo.
Si trasferì a Bologna dove compì i suoi studi a partire dal 1414 al Collegio Gregoriano, sotto Pietro d'Ancarano.
Divenne lettore nel 1422 e conseguì la laurea in legge l'anno successivo. Nel 1425 venne inviato a Firenze come ambasciatore, ritornandovi come docente alcuni anni dopo, nel 1429-1430. Rientrato a Bologna nel 1431, vi rimase a insegnare fin quasi alla fine della sua vita. Tra i suoi allievi ebbe Pietro Barbo - poi papa Paolo II -, Andrea Barbazza, Ludovico Pontano e Alessandro Tartagni, che sposò sua figlia.
Morta la moglie, abbracciò negli ultimi anni la vita religiosa, venendo nominato canonico della cattedrale di Bologna nel 1443 e arcidiacono nel 1448.
Scrisse vari commentari e pareri legali, che ebbero varie edizioni a partire dal Cinquecento.
Morì nel 1457 a Bologna, lasciando la sua eredità ai bisognosi e all'ordine dei Servi di Maria.

## Opere
- (LA) Consilia, Venezia, Al segno del Giureconsulto, 1576.